# Gao Chang
Gao Chang (Jinan (Shandong), 29 januari 1987) is een Chinese zwemster. Ze vertegenwoordigde haar vaderland op de Olympische Zomerspelen 2004 in Athene en op de Olympische Zomerspelen 2012 in Londen.

## Carrière
Bij haar internationale debuut, op de Olympische Zomerspelen van 2004 in Athene, strandde Gao in de halve finales van de 100 meter rugslag. Op de wereldkampioenschappen kortebaanzwemmen 2004 in Indianapolis sleepte de Chinese de zilveren medaille in de wacht op zowel de 50 als de 100 meter rugslag, samen met Qi Hui, Zhou Yafei en Zhu Yingwen eindigde ze als vierde op de 4x100 meter wisselslag. 
Tijdens de Wereldkampioenschappen zwemmen 2005 in Montreal veroverde Gao de zilveren medaille op de 50 meter rugslag en werd ze uitgeschakeld in de halve finale van de 100 meter rugslag. 
In Shanghai nam de Chinese deel aan de wereldkampioenschappen kortebaanzwemmen 2006, op dit toernooi legde ze beslag op de bronzen medaille op zowel de 50 als de 100 meter rugslag en sleepte ze samen met Nan Luo, Zhou Yafei en Xu Yanwei de bronzen medaille in de wacht op de 4x100 meter wisselslag. Tijdens de Aziatische Spelen 2006 in Doha behaalde ze de zilveren medaille op de 50 meter rugslag.
Op de wereldkampioenschappen zwemmen 2007 in Melbourne eindigde Gao als zesde op de 50 meter rugslag. 
Tijdens de Wereldkampioenschappen kortebaanzwemmen 2008 in Manchester veroverde de Chinese de zilveren medaille op de 50 meter rugslag en strandde ze in de halve finales van de 100 meter rugslag, op de 4x100 meter wisselslag eindigde ze samen met Sun Ye, Hong Wenwen en Wang Dan op de zesde plaats.

### 2009-heden
Op de wereldkampioenschappen zwemmen 2009 in Rome sleepte Gao de bronzen medaille in de wacht op de 50 meter rugslag, op de 100 meter rugslag werd ze uitgeschakeld in de halve finales.
Tijdens de Aziatische Spelen 2010 in Kanton behaalde ze de gouden medaille op de 50 meter rugslag en de bronzen medaille op de 100 meter rugslag. In Dubai nam de Chinese deel aan de wereldkampioenschappen kortebaanzwemmen 2010. Op dit toernooi legde ze, op de 100 meter rugslag, beslag op de bronzen medaille, op de 50 meter rugslag eindigde ze op de vijfde plaats. Samen met Zhao Jing, Guo Fan en Li Zhesi zwom ze in de series van de 4x100 meter wisselslag, in de finale veroverde Zhao Jing samen met Zhao Jin, Liu Zige en Tang Yi de wereldtitel. Voor haar aandeel in de series ontving Gao eveneens de gouden medaille.
Op de wereldkampioenschappen zwemmen 2011 in Shanghai eindigde Gao als vierde op de 50 meter rugslag, daarnaast strandde ze in de series van de 100 meter rugslag. Op de 4x100 meter wisselslag zwom ze samen met Sun Ye, Jiao Liuyang en Li Zhesi in de series, in de finale sleepten Zhao Jing, Ji Liping, Lu Ying en Tang Yi de zilveren medaille in de wacht. Voor haar inspanningen in de series werd Gao beloond met de zilveren medaille.
Tijdens de Olympische Zomerspelen van 2012 in Londen zwom de Chinese samen met Sun Ye, Jiao Liuyang en Tang Yi in de series van de 4x100 meter wisselslag, in de finale eindigde Tang samen met Zhao Jing, Ji Liping en Lu Ying op de vijfde plaats.

## Internationale toernooien
| Jaar | Olympische Spelen                             | WK langebaan                                                                     | WK kortebaan                                                                 | PanPacs       | Aziatische Spelen          |
| ---- | --------------------------------------------- | -------------------------------------------------------------------------------- | ---------------------------------------------------------------------------- | ------------- | -------------------------- |
| 2004 | 15e 100 m rugslag                             | style="background:#ADD8E6"                                                       | 50m rugslag · 100m rugslag · 4e 4x100m wisselslag                            |               |                            |
| 2005 |                                               | 50m rugslag · 16e 100m rugslag                                                   |                                                                              |               |                            |
| 2006 |                                               |                                                                                  | 50m rugslag · 100m rugslag · 4x100m wisselslag                               | geen deelname | 50m rugslag                |
| 2007 |                                               | 6e 50m rugslag                                                                   |                                                                              |               |                            |
| 2008 | geen deelname                                 |                                                                                  | 50m rugslag · 10e 100m rugslag · 6e 4x100m wisselslag                        |               |                            |
| 2009 |                                               | 50m rugslag · 10e 100m rugslag                                                   |                                                                              |               |                            |
| 2010 |                                               |                                                                                  | 5e 50m rugslag · 100m rugslag · 4x100m wisselslag · Gao zwom enkel de series | geen deelname | 50m rugslag · 100m rugslag |
| 2011 |                                               | 4e 50m rugslag · 22e 100m rugslag · 4x100m wisselslag · Gao zwom enkel de series |                                                                              |               |                            |
| 2012 | 5e 4x100m wisselslag Gao zwom enkel de series |                                                                                  | geen deelname                                                                |               |                            |

## Persoonlijke records
Bijgewerkt tot en met 12 oktober 2010
Kortebaan
| Afstand      | Tijd  | Datum            | Plaats  |
| ------------ | ----- | ---------------- | ------- |
| 50m rugslag  | 26,00 | 12 oktober 2010  | Peking  |
| 100m rugslag | 55,72 | 15 november 2009 | Berlijn |

Langebaan
| Afstand      | Tijd  | Datum        | Plaats |
| ------------ | ----- | ------------ | ------ |
| 50m rugslag  | 27,28 | 30 juli 2009 | Rome   |
| 100m rugslag | 59,84 | 27 juli 2009 | Rome   |